# Ulex argenteus
Ulex argenteus é uma espécie de planta com flor pertencente à família Fabaceae. 
A autoridade científica da espécie é Welw. ex Webb, tendo sido publicada em Otia Hispanica 44. 1839.

## Portugal
Trata-se de uma espécie presente no território português, nomeadamente os seguintes táxones infraespecíficos:
- Ulex argenteus subsp. argenteus - presente em Portugal Continental. Em termos de naturalidade é nativa da região atrás referida. Não se encontra protegida por legislação portuguesa ou da Comunidade Europeia.
- Ulex argenteus subsp. subsericeus - presente em Portugal Continental. Em termos de naturalidade é nativa da região atrás referida. Não se encontra protegida por legislação portuguesa ou da Comunidade Europeia.